# 林ん家の台所
『林ん家の台所』（はやしんちのだいどころ）は、ABCテレビ（朝日放送）で月曜日から金曜日に放送されていたミニ料理番組で、関西ローカル番組でもあるが、YTS山形テレビでも放送されていた。

## 概要
- 2005年4月1日に結婚した、辻学園調理・製菓専門学校主任教授である林繁和と、元妻で西川きよしの娘でもあるかの子夫婦（2人は番組終了後の2008年10月27日に離婚）が出演しており、同年7月11日からスタート。
- 元々、平日帯でのミニ料理番組として「おかずのクッキング」が永らく放送されていたが、同番組が帯番組ではなくなったことから、“これに替わる番組”という位置付けである。
- 内容は、料理番組ではあるが、二人の掛け合いも見物の1つである。
- 当初の放送時間は、14:50 - 14:55（JST）であったが、2006年4月3日からは、15:46 - 15:49に移動して放送された。
- 報道特別番組や一部祝日、夏の甲子園期間中（試合が雨天で中止されても放送されない）、年末年始の場合、さらに、通常は直後の15:49から始まる「ムーブ!」が15:00からのスタートに繰り上がる場合は、時間変更や休止される場合がある（2006年6月5日の放送は、「ムーブ!」のスタートが15:00であったため、14:57～15:00に放送された）。
- ナレーションは、同局の喜多ゆかりアナウンサー（当時）が務めていた。
- 字幕放送を実施していた。
- 2008年9月30日を以って終了した。

## スポンサー
- 関西電力（一社提供）

※このため、使われているのはガスコンロではなく、IHクッキングヒーターである。

## かの子の産休
かの子の産休に伴い、漫才師の海原やすよ・ともこのやすよと、ナレーターを務めている喜多が交互に代役を務めた。
5月14日～18日の放送は、末成由美が務めた。